# Tangerhütte
Tangerhütte – miasto w Niemczech, w kraju związkowym Saksonia-Anhalt, w powiecie Stendal. Położone ok. 20 km na południe od Stendal. Przez miasto przepływa rzeka Tanger, od której wywodzi się nazwa miasta.
Do 30 maja 2010 miasto było siedzibą wspólnoty administracyjnej Tangerhütte-Land, następnego dnia do Tangerhütte przyłączono gminy Bellingen, Birkholz, Bittkau, Cobbel, Demker, Grieben, Hüselitz, Jerchel, Kehnert, Lüderitz, Ringfurth, Schelldorf, Schernebeck, Schönwalde (Altmark), Uchtdorf, Uetz, Weißewarte i Windberge.

## Współpraca
Miejscowość partnerska:
- Extertal, Nadrenia Północna-Westfalia